# Salticus jenynsi
Salticus jenynsi är en spindelart som beskrevs av John Blackwall 1854. Salticus jenynsi ingår i släktet Salticus och familjen hoppspindlar. Inga underarter finns listade i Catalogue of Life.